# František Staněk
František Staněk (14. listopadu 1867 Strmilov – 19. června 1936 Praha) byl český politik agrární strany, předlitavský i československý poslanec, v prvních letech existence republiky ministr několika vlád.

## Život

### Veřejné a politické aktivity za Rakouska-Uherska
Pocházel ze zemědělské rodiny. Vystudoval reálku v Telči. Po několik semestrů navštěvoval Vysokou školu technickou v Praze a obchodní akademii ve Vídni.
Roku 1892 převzal správu rodinného statku. Roku 1905 zdědil statek s lihovarem v Želetavě. Působil jako organizátor družstevnictví na Jindřichohradecku a poté na jihozápadní Moravě. Podílel se na vzniku zájmových organizací jako Svaz lnářů a bramborářů v Jihlavě nebo Národohospodářský svaz pro západní Moravu. Byl aktivní v České agrární straně, jejímž členem byl od jejího založení roku 1899. Od roku 1905 byl předsedou moravské organizace agrární strany a podílel se na jejím zapojení do širšího antiklerikálního bloku. Roku 1910 se stal předsedou moravských agrárníků a zároveň místopředsedou celostátní České agrární strany.
Angažoval se v zákonodárných a samosprávných sborech. V roce 1900 byl zvolen starostou obce Strmilov. Od roku 1906 zasedal v české zemské zemědělské radě. V letech 1901–1907 byl poslancem Českého zemského sněmu. Byl sem zvolen v zemských volbách roku 1901 za kurii venkovských obcí, obvod Jindřichův Hradec. V letech 1906–1918 byl i poslancem Moravského zemského sněmu. Přechod do moravské zemské politiky souvisel s jeho nabytím statku v Želetavě. Uspěl v zemských volbách roku 1906, kdy usedl na Moravský zemský sněm za českou kurii venkovských obcí, obvod Telč. Mandát zde obhájil i ve zemských volbách v roce 1913.
Roku 1904 se stal i poslancem Říšské rady za Českou agrární stranu. Zvolen byl za kurii venkovských obcí, obvod Německý Brod, Polná atd. Nastoupil 8. března 1904 místo Eduarda Brzoráda. Mandát poslance Říšské rady obhájil v řádných volbách roku 1907, konaných již podle rovného volebního práva, tedy bez kurií. Zvolen byl za český obvod Morava 27. Za stejný obvod uspěl i ve volbách roku 1911. Ve vídeňském parlamentu setrval až do zániku monarchie.
V květnu 1906 se uvádí coby jeden ze čtyř členů poslaneckého Klubu českých agrárníků (Klub der böhmischen Agrarier) na Říšské radě. I po volbách roku 1907 v parlamentu usedl do poslaneckého Klubu českých agrárníků. Od roku 1910 byl předsedou agrárnického poslaneckého klubu na Moravském zemském sněmu a od roku 1913 byl předsedou frakce českých agrárníků na Říšské radě a od roku 1912 také předsedou volného střechového Jednotného klubu českého.
Patřil mezi nejvýznamnější české parlamentní politiky. V letech 1907–1910 byl coby říšský poslanec členem rakousko-uherských delegací (sbor zástupců obou částí dualistické monarchie pravidelně dojednávající vzájemné transakce).

### Aktivity za 1. světové války
Za první světové války hrál významnou roli v agrárnické politice ve Vídni, kde se výrazněji neangažoval předseda strany Antonín Švehla a tak role předáka agrární strany v hlavním městě monarchie připadla právě Staňkovi.
V letech 1916–1918 byl předsedou zpočátku prorakouského a aktivistického Českého svazu. Ten vznikl jako střechová platforma sdružující všechny české poslance Říšské rady kromě státoprávních pokrokářů a realistů. Zpočátku se Český svaz profiloval loajálně. V lednu 1917 spolu s předákem sociálních demokratů Bohumírem Šmeralem publikoval prohlášení o tom, že čeští poslanci „vidí svou budoucnost jedině pod žezlem habsburským.“ Změněná mezinárodněpolitická situace ho v květnu 1917 (když byla po několikaleté pauze obnovena činnost Říšské rady) přiměla k přednesu Státoprávního prohlášení za Český svaz. V něm již se hovořilo o přetvoření dualistické monarchie na spolkový stát a o právo na sebeurčení pro československý národ. Historik Otto Urban při hodnocení politiky agrární strany za války používá v případě Františka Staňka slovo oportunismus (být u všeho, ale v ničem si nevázat jednou provždy ruce). Staněk se tak udržel v čele Českého svazu i v době, kdy česká politika v závěrečných měsících války procházela dramatickými změnami. V prosinci 1917 Staněk jménem českých poslanců kritizoval vládu Ernsta Seidlera, že při informování o mírové nabídce od ruských revolucionářů potlačila pasáž týkající se sebeurčení národů a dodal: „náš národní vývoj může být zaručen jen tenkráte, když bude právo našich národů na sebeurčení v plné míře a jasně všestranně uznáno.“
V polovině září 1918 se stal předsedou nově ustavené Zemské hospodářské rady pro Moravu, která byla prostředkem české kontroly nad zásobováním obyvatelstva v krizových měsících konce války. Spolupracoval s odbojovou organizací Maffie. 2. října 1918 pronesl v Říšské radě projev, který jménem českého národa zpřetrhal všechny dosavadní styky s Rakouskem-Uherskem a přihlásil se tak k zahraničnímu odboji a k mezinárodnímu řešení české otázky, mimo stávající státní uspořádání. Historik Otto Urban nazývá jeho projev faktickým českým rozloučením s Rakouskem-Uherskem na parlamentní půdě. Ještě 12. října byl za českou stranu členem parlamentní delegace, se kterou se setkal císař Karel I., ale schůzka nepřinesla jasné závěry (Karlovy projekty federalizace Rakouska na národním základě již nebyly pro české a další neněmecké představitele nosné).

### Československým ministrem a parlamentním politikem
28. října 1918 se nenacházel v Praze, protože se účastnil jednání mezi domácími a exilovými českými politiky v Ženevě. Tam podepsal spolu s Karlem Kramářem, Edvardem Benešem, Štefanem Osuským, Václavem J. Klofáčem, Gustavem Habrmanem a dalšími politiky "prohlášení souhlasu s Masarykovou zahraniční akcí" v plném rozsahu.
Po následujících patnáct let se udržel na vrcholu československé politiky. Dlouhodobě zasedal v nejvyšším zákonodárném sboru. V letech 1918–1920 byl poslancem Revolučního národního shromáždění. V parlamentních volbách v roce 1920 se stal poslancem Národního shromáždění a mandát obhájil v následujících volbách, tedy v parlamentních volbách v roce 1925, parlamentních volbách v roce 1929 i parlamentních volbách v roce 1935. Od roku 1929 vykonával funkci předsedy poslaneckého klubu agrárníků. V letech 1932–1935 vykonával funkci předsedy poslanecké sněmovny Národního shromáždění ČSR.
Opakovaně se objevoval v československých vládách. V letech 1918–1919 působil jako ministr veřejných prací ve vládě Karla Kramáře v období let 1919–1920 jako ministr pošt a telegrafů v první vládě Vlastimila Tusara a druhé vládě Vlastimila Tusara. V letech 1921–1922 pak ve vládě Edvarda Beneše působil jako ministr zemědělství. Dne 7. října 1922 jej nahradil v nové první vládě Švehlově jeho "spolustranník" Slovák dr. Milan Hodža.
Po vzniku Československa zastával významné funkce v agrární straně, od roku 1919 držel funkci jejího místopředsedy. V době prohlubující se nemoci Antonína Švehly působil jako faktický předseda agrární strany. Ve straně patřil ke křídlu Rudolfa Berana. V roce 1932 se otevřeně postavil proti „prohradní“ politice stranického kolegy a předsedy vlády Františka Udržala, na jehož odstavení měl též významný podíl.
Od roku 1922 působil na postu vrchního ředitele Hypoteční banky Moravské. V roce 1928 získal čestný doktorát na Vysoké škole technické v Brně.
Ke konci života trpěl duševní chorobou a pravidelně docházel na léčení do podolského sanatoria.
Rozhlasový záznam ze 24. května 1934, kdy v Praze řídil čtvrtou volbu T.G. Masaryka prezidentem Československé republiky se zachoval, včetně Masarykovy přísahy, až do dnešní doby.

### Úmrtí a pohřeb
Zemřel v roce 1936. V rakouském biografickém slovníku se uvádí, že spáchal sebevraždu, v české literatuře o tom zmínka není.
Po jeho úmrtí kondoloval synovi i tehdejší prezident Edvard Beneš. Ostatky byly převezeny do Želetavy, kde mimo jiné promluvil předseda vlády Milan Hodža. František Staněk byl uložen do hrobu v rodném Strmilově.
Památka Frant. Staňka. Naše družstva, družstevní lihovary, mlékárny — jsou a budou nejkrásnější pomníky činnosti nezapomenutelného Dr. Fr. Staňka. Vždyť obyčejně byly to podniky zakládány z jeho podnětu, budovány byly podle jeho vzácných rad a rostly pod jeho záštitou. Krásným pomníkem, plně odpovídajícím dlouholeté práci Staňkově, bude »Dům zemědělské osvěty poslance Františka Staňka« v Moravských Budějovicích.

Plány jsou již hotovy. Už letos se začne se stavbou. Při silnici v souboru budov Hospodářského družstva bude postavena účelně řešená budova. Zdaž nebude to krásný symbol? V pozadí »Domu zemědělské osvěty« budou dosavadní budovy družstva — a nad nimi do výše bude pnět nové obilní skladiště. V »Domě zemědělské osvěty« bude umístěna Hospodářská záložna, bude tam místnost pro odbornou knihovnu, archiv, pro hospodářský spolek a zemědělskou poradnu, spolková místnost pro menší porady, ale bude tam i cvičná, účelně zařízená kuchyně pro občasné kursy — jak si toho zemřelý náš vůdce přál. V poschodí bude pak velká přednášková síň, velmi vhodná pro činnost přednáškovou a občasné větší schůze členstva.

»Dům zemědělské osvěty posl. Fr. Staňka« vybudují všechny místní hospodářské korporace a úhrada na stavbu jest skoro již zajištěna. Samozřejmě, že kuratorium »Domu zemědělské osvěty«, které patrně se brzy ustaví, rádo přijme peněžité podpory pro stavbu »Domu« i od korporací a jednotlivců z ostatních okresů, když by tyto korporace nebo jednotlivci chtěli tímto způsobem uctíti památku Staňkovu. Čin moravsko-budějovických přátel chválí se sám, ba dává ostatním okresům přímo směrnice, jak lze nejlépe uctíti památku Dr. Frant. Staňka.
Posl. Jos. Dvořák, Telč, Venkov, 16.07.1936 

## Ocenění
Dne 6. listopadu 1918 mu byl udělen titul čestného občana města Železnice. Ve stejném roce se stal i čestným občanem Hořic v Podkrkonoší.
V roce 1935 mu byl udělen titul čestného občana města Třebíče.
V roce 1919 byla na Staňkově rodném domě v Strmilově odhalena pamětní deska, která byla v době německé okupace zakryta prkny, v květnu 1945 opětovně odkryta a v 50. letech 20. století úmyslně rozbita tajemníkem MNV, přičemž na domě zůstal jen prázdný rám. Novou pamětní desku s původním textem nechalo zhotovit Občanské fórum a byla odhalena 27. října 1990. V roce 2000 byla u příležitosti 100 let od zvolení Staňka starostou Strmilova odhalena v parku na Masarykově náměstí i jeho busta.